# Relações entre Barbados e Brasil
As relações entre Barbados e Brasil são as relações exteriores entre Barbados e Brasil.  Barbados e Brasil estabeleceram relações diplomáticas no dia 26 de novembro de 1971. O Brasil tem uma embaixada residente em Hastings, Christ Church; enquanto que Barbados, que tradicionalmente tinha sua embaixada em Caracas(isso é, tinha embaixador não residente no Brasil), abriu uma embaixada real em Brasília no dia 27 de abril de 2010. As relações entre as duas nações têm aumentado de forma constante, especialmente depois de 2010. Barbados e Brasil são membros da Comissão Econômica para a América Latina e o Caribe e da Comunidade de Estados Latino-Americanos e Caribenhos.

## Cooperação

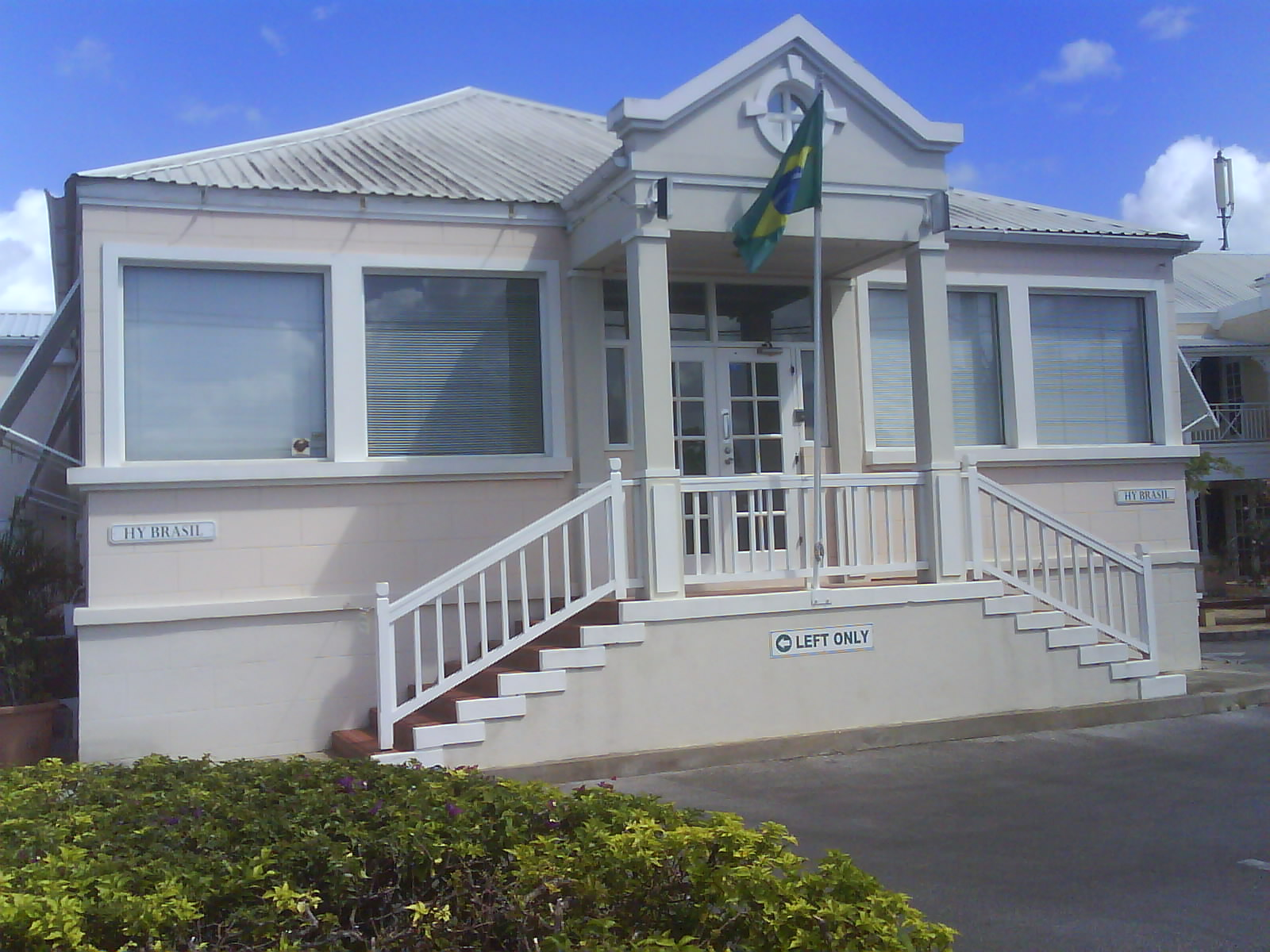
Embaixada do Brasil(em Bridgetown)

Em 2010, vários acordos de cooperação foram assinados entre autoridades brasileiras e os seus homólogos de Barbados. No dia 26 de abril Barbados foi um dos vários países da CARICOM a participar da "Cúpula e Comunidade Brasil-Caraíbas". Durante o evento, vários acordos entre Barbados e Brasil foram assinados, incluindo: um Memorando de Entendimento para um Acordo Bilateral de Cooperação Técnica, um Acordo de Cooperação Cultural, um Acordo de Serviços Aéreos, um Acordo Complementar para a implementação de projetos no domínio da saúde; e um acordo para expandir a oferta de palestrantes brasileiros no campus da Universidade de West Indies em Barbados, com um plano de reciprocidade para expandir programas de estudos do Caribe e instituições semelhantes brasileiros de ensino superior.
Em 7 de outubro o embaixador da Brasil assinou um acordo de 562600 dólares para ajudar o fundo Disaster Risk Reduction e a Caribbean Disaster Emergency Management Agency(CDEMA).
Também em 2010 os dois países assinaram um acordo para cooperar no futebol.  Hoje, o acordo permite que um pequeno grupo de jovens do Barbados joguem futebol em clubes de futebol brasileiros naquele país, com o governo de Barbados convidando as empresas a apoiar financeiramente a nova iniciativa.
A University of the West Indies em Barbados começou a pesquisar sobre descendentes de famílias de Barbados que se mudaram para o Brasil no início do século XX, conhecido lá como "Barbadianos", sendo que o link migratório está sendo explorado como alguns dos nomes mais proeminentes de Barbados que sobreviveram na nação sul-americana, enquanto que outros foram assimilados pela cultura brasileira.
Em 2011, um grupo de dançarinos de samba do grupo Sociedade Rosas de Ouro se reuniu com o Ministro do Turismo de Barbados, Richard Sealy, e participaram do Crop over.  Na reunião do grupo com o ministro, tocaram no assunto de laços entre Barbados com o Brasil e houve o pedido para que mais barbadianos escolham o Brasil como um destino de férias.

### GOL Airlines
Após a realização de negociações ao longo de vários anos, ambos os países testemunharam o primeiro voo oficial direto e inaugural no dia 26 de junho de 2010. Operado pela GOL Airlines, o vo inaugural chegou em Barbados em 21:45. O custo inicial do transporte aéreo programado pelo governo de Barbados foi ridicularizado pela oposição política no Parlamento, mas David John Howard Thompson e a subsequente administração de Freundel Stuart  atribuíram ao grande porte dos turistas brasileiros e ao aumento dos turistas para Barbados durante a crise econômica.

## Comércio
Estão em curso negociações para estimular o comércio e negócios através do novo airlink entre ambas as nações.[ligação inativa] Isso foi feito em parte por missões comerciais para o Brasil Barbados, como uma das três nações que estão interessadas na LIAT propôs que a LIAT e a GOL se juntassem para promover preços baratos entre o Caribe e a América do Sul, com Barbados tendo a expectativa de utilizar o Aeroporto Internacional Grantley Adams Internacional como ponto focal.